# Jeune homme à la fenêtre
Jeune homme à la fenêtre (Jongeman bij het raam) is een schilderij van de Franse kunstschilder Gustave Caillebotte, geschilderd in 1875, olieverf op doek, 116,2 x 80,9 centimeter. Het toont de Caillebottes broer René die vanuit een balkon naar buiten kijkt naar het nieuwe Parijs van Hausmann, geschilderd in de voor hem typerende realistische variant van het impressionisme.  Het werk bevindt zich thans in de collectie van het J. Paul Getty Museum te Los Angeles.

## Context
In 1853, na twee cholera-epidemieën, gaf Napoleon III de préfet van het departement van de Seine Baron Haussmann opdracht de nog goeddeels middeleeuwse binnenstad van Parijs, met zijn talloze steegjes, volledig te verbouwen tot een moderne stad. Er moesten brede rechte straten en boulevards komen en monumentale gebouwen van vier of vijf verdiepingen, met balustradebalkons op de eerste etage. Symmetrie en uniformiteit werden meegegeven als eis. Qua ambitie was het een project dat zijn weerga niet kende en Hausmann pakte het dan ook groots aan. Op basis van een aantal wetswijzigingen werden talloze huizen onteigend en vervangen door nieuwe neoclassicistische gebouwen. In 1870 konden de werkzaamheden grotendeels als afgerond worden beschouwd.
Caillebotte had in materieel opzicht veel te danken aan Hausmanns immense innovatieproject. Zijn vader namelijk maakte in deze periode door grondspeculaties en investeringen in de nieuwe gebouwen een groot fortuin, op basis waarvan Gustave zich de rest van zijn leven in financieel opzicht geen enkele zorg meer hoefde te maken. Tegelijkertijd was de kunstschilder ook een groot bewonderaar van Hausmanns daadkracht en uiteindelijk ook van het resultaat. Zoals de meest van zijn collega-impressionisten prees hij de moderniteit van de nieuwe stad en zag hij het als een optimistisch symbool voor een betere toekomst. Hij legde de nieuwe stad in diverse schilderijen vast in haar nieuwe klassieke glorie en schoonheid, als een soort nieuw Metropolis. Het bekendste voorbeeld is wel Rue de Paris, temps de pluie, maar ook in Jeune homme à la fenêtre en diverse andere werken is zijn verering voor de nieuwe elegante stad duidelijk zichtbaar.

## Afbeelding
Jeune homme à la fenêtre toont het uitzicht van het familie-appartement van de Caillebottes op de tweede verdieping aan de Rue Miromesnil en op de hoek van de Rue de Lisbonne. De jonge man aan het raam is Caillebottes jongste broer René, die later in dat jaar plotseling zal overlijden. Op de achtergrond is zichtbaar de Boulevard Malesherbes, die op dat moment nog maar enkele jaren bestaat. 
Het is voor het eerst dat Caillebotte een stadsgezicht maakt waarop ook een toeschouwer aanwezig is. Hij probeert interieur en buitenwereld te verbinden, waarmee hij de koele aanblik van de nieuwe stad een sterke emotionele lading meegeeft. Het anekdotische aspect is daarbij van groot belang. De kijker kan er zijn eigen verhaal bij bedenken. De in stadskledij geklede, op de rug beschouwde jongeman,  lijkt duidelijk een zekere verveling uit te stalen. Hij is alleen, schijnt in gedachten, en tuurt over een bijna verlaten straatbeeld. Op straat loopt een tengere vrouw. Kijkt de man naar de vrouw die op straat loopt? Kent hij haar? Wat gaat hij hierna doen? We zien niets van de mans gezichtsuitdrukking. De potentiële invulling is oneindig en geeft het schilderij een bijzondere symbolische diepgang.
Caillebotte werkt zijn motief op realistisch-impressionistische wijze uit, vooral met de bedoeling te laten zien hoe licht en schaduw zich verhouden bij een groot contrast, in dit geval als licht van buiten naar binnen valt. De balustrade verdeelt het schilderij in twee atmosferen: het donkere interieur dat iets van eenzaamheid en triestheid uitdrukt, en een lichte buitenwereld die optimisme en vrolijkheid uitdrukt. Dit contrast geeft het werk een opmerkelijke compositorische spanning.

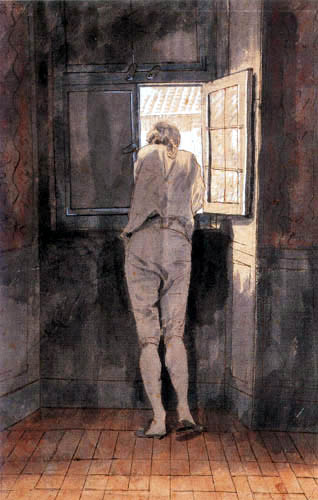
Goethe am Fenster, door Tischbein, 1787.

Qua compositie is ook het perspectief opvallend, met de diepte op de achtergrond, direct door het raam werd geschilderd. Tegelijkertijd trekt ook de praktisch ongemodelleerde man de aandacht. Dat laatste wordt wel geassocieerd met de schilderschool van Édouard Manet. Het toont een momentopname, zoals vrijwel alle werken van Caillebotte. Desondanks vonden critici dat hij slecht paste in het milieu der impressionisten. Ze vonden hem te zeer realistisch. Caillebotte exposeerde Jeune homme à la fenêtre samen met vijf andere werken tijdens de tweede grote impressionistententoonstelling in 1876, Émile Zola schreef vervolgens in een recensie: 'het werk is helder als glas maar van een fotografische precisie die getuigt van weinig creativiteit en die zijn talent tekort doet'. Hij noemde het werk 'anti-artistiek'.

## Figuur aan het raam
Kunsthistoricus Kirk Varnedoe wijst erop dat het thema van een op de rug beschouwde figuur die het raam uit tuurt, meerdere precedenten heeft in de Duitse romantiek. Bekende voorbeelden zijn Caspar David Friedrich's Woman at the Window (1822), Johann Heinrich Wilhelm Tischbein's Goethe am Fenster (1787) en Moritz von Schwind's Morgenstunde (1857–60).
Varnedoe wijst op de natuurlijke charme van dit soort werken, die automatisch de vraag oproepen waar de afgebeelde persoon naar kijkt. Caillebotte geeft aan zijn afbeelding echter een bijzondere uitwerking door de figuur niet geheel in het midden van het schilderij te plaatsen, maar een beetje naar rechts en bezien vanuit een enigszins verhoogd standpunt. Daarmee geeft hij niet alleen een ruimere blik op het uitzicht, maar benadrukt hij tevens de perspectivische diagonalen van de achtergrond, die de dominantie van de figuur op de voorgrond weer versterkt. Die covalente verbinding van het tegelijkertijd contrasterende binnen- en buitengezicht, is volgens Vernedoe uniek in zijn soort en onderstreept Caillebottes meesterschap.